# Micuhisa Taguči
Micuhisa Taguči (japonsko 田口 光久), japonski nogometaš, * 14. februar 1955, Akita, Japonska, † 12. november 2019, Tokio.
Za japonsko reprezentanco je odigral 59 uradnih tekem.